# Mina de cobre de Besshi
La mina de cobre de Besshi (別子銅山 Besshi-dōzan?) fue una mina de cobre que se encontraba en la zona montañosa de la Ciudad de Niihama, en la prefectura de Ehime (Japón).

## Historia
Fue descubierta en 1690, su explotación se inició al año siguiente y se extendió hasta el año 1973. Durante este período de más de 280 años se extrajeron 70 mil toneladas de cobre, siendo fundamental para el comercio y la modernización de Japón. El principal explotador fue Sumitomo, y a través de esta mina continuó su expansión hasta convertirse en uno de los principales zaibatsu de Japón. 
Las primeras excavaciones se realizaron en zonas de difícil acceso, a más de 1000 metros de altura (en lo que fue la Villa de Besshiyama), pero con el correr de los años el centro de operaciones pasó hacia el lado de la Ciudad de Niihama, cambiando el aspecto de la zona. Los túneles alcanzan una longitud total de unos 700 kilómetros, y una profundidad máxima de 1000 metros. Gracias a los trabajos de forestación llevados a cabo tras su clausura, ha recobrado su aspecto de montaña natural. En la actualidad, los pocos vestigios que quedan de lo que fue la mina de cobre se mimetizan dentro del intenso verde; con el objetivo de preservar esta parte de la historia se ha desarrollado "Minetopia Besshi" como un nuevo punto turístico de la Ciudad de Niihama.
Por tratarse de un patrimonio de la producción ligada a la modernización, atrajo la atención de los designadores de patrimonios culturales, pero debido a que pertenecía a un emprendimiento privado no se había avanzado demasiado en ese sentido. Debido a que la historia del desarrollo de esta actividad ha sido uno de los pilares que sentaron las bases del Japón moderno, a la posterior recuperación del medio ambiente por parte de la sociedad, y a la designación de la Mina de Plata de Iwami (石見銀山 Iwami-ginzan?) como Patrimonio de la Humanidad, se observan proyectos para que la Mina de cobre de Besshi también sea declarado como tal.

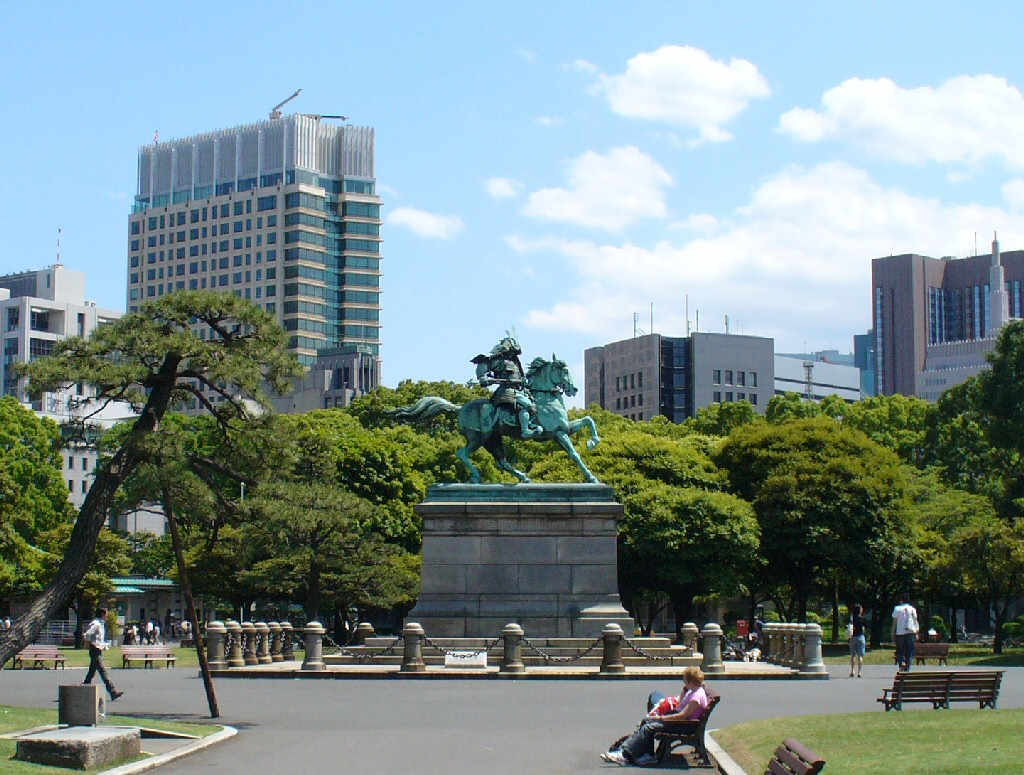
Monumento realizado con el cobre extraído de la mina, en la plaza ubicada al frente de la Residencia Imperial.

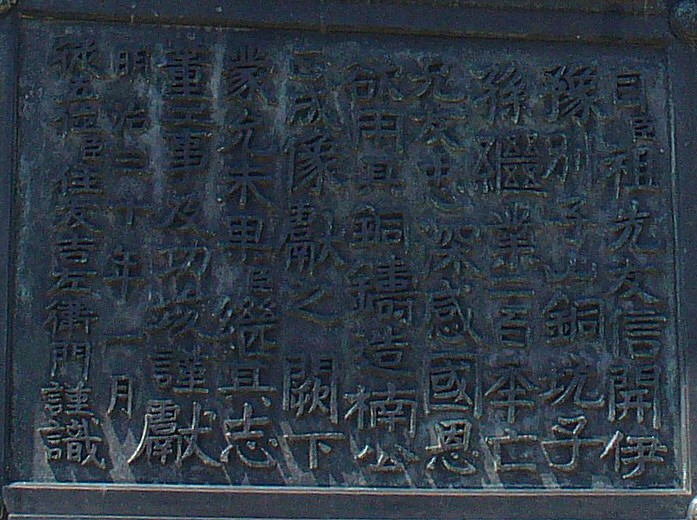
Placa en la que consta la procedencia del cobre.

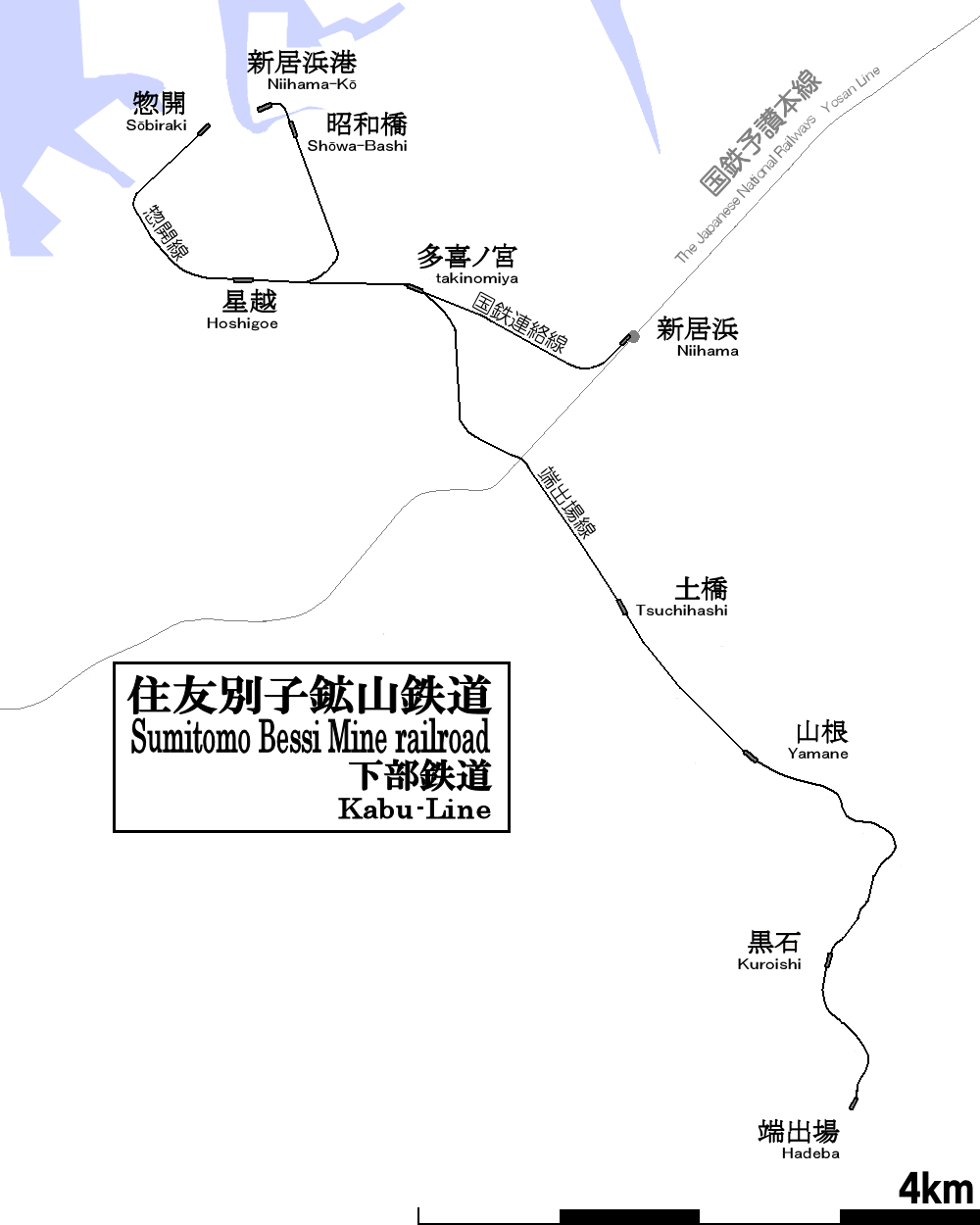
Plano del Ferrocarril Sumitomo Besshi Sección Inferior.

Se realizó un encuentro de los shicho (市長 shichō?) de las ciudades que cuentan con las principales minas de oro (Sado en la prefectura de Niigata), plata (Ota en la prefectura de Shimane) y cobre (Niihama en la prefectura de Ehime) de Japón durante mayo de 2006.
El Monumento a Masashige Kusunoki (楠木正成像 Kusunoki Masashigue-zō?) que se encuentra en la plaza ubicada al frente de la Residencia Imperial fue construido en el año 1900 con el cobre extraído de la mina.

### Cronología histórica
- 1690: durante el otoño boreal es descubierta.
- 1691: en mayo se inician las excavaciones.
- 1691: el 1° de agosto se inicia la explotación.
- 1865: Saihei Hirose (広瀬宰平 Hirose Saihei?) se hace cargo de la mina.
- 1876: en febrero Saihei Hirose presenta el proyecto de Modernización de Besshi.
- 1882: en diciembre Saihei Hirose solicita la construcción de un centro de refinación para el cobre al Gobierno.
- 1888: en noviembre se inicial la construcción del centro de refinación.
- 1893: en marzo se inaugura el tramo inferior del primer ferrocarril minero de Japón.
- 1893: en agosto se inaugura el tramo superior del ferrocarril minero.
- 1896: en junio se determina a la Isla de Shisaka (四阪島 Shisaka-jima?) como la nueva ubicación para el centro de refinación.
- 1899: en agosto se produce una inundación a causa de un tifón.
- 1900: en enero se construye el Monumento a Masashige Kusunoki en la plaza ubicada al frente de la Residencia Imperial, por motivo del 200° aniversario de la mina.
- 1905: en enero empieza a funcionar el centro de refinación de la Isla de Shisaka.
- 1911: en febrero se deja de utilizar el tramo superior del ferrocarril minero.
- 1924: en noviembre se termina la construcción de la gran chimenea del centro de refinación de la Isla de Shisaka.
- 1936: en septiembre el ferrocarril minero se extiende hasta el Puerto de Niihama (新居浜港 Niihama-kō?).
- 1942: en septiembre se habilita el ramal que la vincula con las líneas de la Japan Railways.
- 1973: en marzo finaliza la explotación de la mina.
- 1975: en junio se inaugura el museo conmemorativo de la mina de cobre de Besshi.